# Schwimm- und Sportverein Ulm 1846 Fußball 2013-2014
Questa voce raccoglie le informazioni riguardanti lo Schwimm- und Sportverein Ulm 1846 Fußball nelle competizioni ufficiali della stagione 2013-2014.

## Stagione
Nella stagione 2013-2014 l'Ulm, allenato da Paul Sauter e Oliver Unsöld, concluse il campionato di Regionalliga sudovest al 15º posto.

## Rosa
| N. |                        | Ruolo | Calciatore                  |
| -- | ---------------------- | ----- | --------------------------- |
| 1  | Germania (bandiera)    | P     | Holger Betz                 |
| 2  | Germania (bandiera)    | D     | Stefan Hess                 |
| 3  | Stati Uniti (bandiera) | D     | Zachary Olow                |
| 5  | Germania (bandiera)    | C     | Maximilian Bachl-Staudinger |
| 6  | Serbia (bandiera)      | D     | Ljubisa Gavric              |
| 7  | Germania (bandiera)    | C     | Khalid Lahyani              |
| 8  | Spagna (bandiera)      | C     | Rubén Rodríguez             |
| 9  | Germania (bandiera)    | C     | Pascal Sohm                 |
| 10 | Germania (bandiera)    | A     | Florian Treske              |
| 11 | Germania (bandiera)    | A     | David Braig                 |
| 12 | Spagna (bandiera)      | P     | Ruyman Fernández            |
| 13 | Germania (bandiera)    | C     | Valentin Scholz             |
| 15 | Germania (bandiera)    | D     | Daniel Reith                |
| 16 | Germania (bandiera)    | C     | Maximilian Gebert           |

| N. |                         | Ruolo | Calciatore        |
| -- | ----------------------- | ----- | ----------------- |
| 18 | Germania (bandiera)     | D     | Johannes Ludmann  |
| 19 | Germania (bandiera)     | C     | Ugur Kiral        |
| 20 | Germania (bandiera)     | C     | David Jäger       |
| 21 | Serbia (bandiera)       | C     | Goran Lovré       |
| 22 | RD del Congo (bandiera) | C     | Onesi Kuengienda  |
| 23 | Germania (bandiera)     | D     | Johannes Reichert |
| 24 | Turchia (bandiera)      | A     | Serdar Özkaya     |
| 25 | Italia (bandiera)       | A     | Morad El Wardi    |
| 26 | Germania (bandiera)     | D     | Manuel Evens      |
| 28 | Serbia (bandiera)       | C     | Nikola Trkulja    |
| 30 | Germania (bandiera)     | A     | Fabian Herbst     |
|    | Germania (bandiera)     | P     | Jonas Gebauer     |
|    | Austria (bandiera)      | C     | Nico Nissl        |

## Organigramma societario
Area tecnica
- Allenatore: Oliver Unsöld
- Allenatore in seconda:
- Preparatore dei portieri:
- Preparatori atletici:
- Analisi video:

## Calciomercato

### Sessione estiva
| Acquisti | Acquisti         | Acquisti          | Acquisti |
| R.       | Nome             | da                | Modalità |
| -------- | ---------------- | ----------------- | -------- |
| D        | Ljubisa Gavric   | Viktoria Urberach |          |
| P        | Jonas Gebauer    | Ulma U19          |          |
| C        | Onesi Kuengienda | Reutlingen        |          |
| C        | Khalid Lahyani   | Bayern Alzenau    |          |
| C        | Pascal Sohm      | FSV Hollenbach    |          |

| Cessioni | Cessioni            | Cessioni          | Cessioni |
| R.       | Nome                | a                 | Modalità |
| -------- | ------------------- | ----------------- | -------- |
| A        | Moussa Touré        | Eintracht Treviri |          |
| A        | Yannick Agro        | Wohlen            |          |
| A        | Domenico Botta      | Reutlingen        |          |
| C        | Sebastian Griesbeck | Heidenheim        |          |
| C        | Fabio Kaufmann      | Aalen             |          |
| A        | Serdar Özkaya       | Aalen II          |          |
| C        | Elyes Seddiki       | Santa Clara       |          |

### Sessione invernale
| Acquisti | Acquisti       | Acquisti            | Acquisti |
| R.       | Nome           | da                  | Modalità |
| -------- | -------------- | ------------------- | -------- |
| A        | Morad El Wardi | Altach Juniors      |          |
| C        | Nico Nissl     | Wacker Innsbruck II |          |

| Cessioni | Cessioni | Cessioni | Cessioni |
| R.       | Nome     | a        | Modalità |
| -------- | -------- | -------- | -------- |

## Risultati

### Regionalliga

#### Girone di andata
| Arbitro: | Weickenmeier |

|                                                       |           |                 |
| Franzin 30’ Dautaj 54’ (rig.) Geiger 63’ Bektashi 90’ | Marcatori | 33’, 69’ Treske |

| Arbitro: | Wiatrek |

|  |           |                    |
|  | Marcatori | 28’ (rig.) Noutsos |

| Arbitro: | Baitinger |

|                |           |                             |
| Kuengienda 74’ | Marcatori | 9’ Schuster 85’ Skarlatidis |

| Arbitro: | Günsch |

|                                                      |           |                   |
| Kalig 27’ Slišković 35’, 45’ Müller 56’ Bouziane 83’ | Marcatori | 20’ (rig.) Treske |

| Arbitro: | Schmitt |

|                                                 |           |            |
| Sohm 5’ Treske 48’, 87’ Rodríguez 51’ Kiral 80’ | Marcatori | 66’ Fliess |

| Arbitro: | Alt |

|            |           |  |
| Modica 22’ | Marcatori |  |

| Arbitro: | Fritsch |

|               |           |           |
| Rodríguez 41’ | Marcatori | 11’ Ramaj |

| Arbitro: | Gasteier |

|             |           |             |
| Falahen 31’ | Marcatori | 20’ Lahyani |

| Ulma 14 settembre 2013, ore 14:00 CEST 9ª giornata | Ulma    | 0 – 0 referto | Hessen Kassel | Donaustadion (782 spett.)\| Arbitro: \| Kempkes \| |
| Arbitro:                                           | Kempkes |               |               |                                                    |

| Arbitro: | Jöllenbeck |

|                                 |           |                       |
| Müller 71’ Beyazal 77’ Galm 90’ | Marcatori | 18’ Reichert 49’ Sohm |

| Arbitro: | Bartsch |

|            |           |                              |
| Treske 82’ | Marcatori | 2’ Quotschalla 11’ Comvalius |

| Arbitro: | Faller |

|                          |           |  |
| Dadaşov 80’ Pinheiro 87’ | Marcatori |  |

| Arbitro: | Schmitt |

|          |           |               |
| Sohm 31’ | Marcatori | 43’ Battaglia |

| Arbitro: | Schlager |

|                                    |           |            |
| Džaka 39’ Ferfelīs 75’ Assauer 86’ | Marcatori | 23’ Treske |

| Arbitro: | Kempter |

|            |           |  |
| Treske 87’ | Marcatori |  |

| Arbitro: | Vonderschmidt |

|                                   |           |  |
| Gyau 33’ Schindler 60’ Straub 86’ | Marcatori |  |

| Arbitro: | Kempkes |

|                     |           |              |
| Treske 89’ Sohm 90’ | Marcatori | 40’ Schrader |

#### Girone di ritorno
| Arbitro: | Rafalski |

|  |           |                                       |
|  | Marcatori | 60’ Kuengienda 73’ Reichert 89’ Kiral |

| Arbitro: | Schütz |

|                       |           |                  |
| Treske 20’ Gebert 64’ | Marcatori | 9’, 15’ Szimayer |

| Arbitro: | Steinberg |

|                                  |           |            |
| Rühle 2’ Gehring 60’ Senesie 85’ | Marcatori | 16’ Treske |

| Arbitro: | Faller |

|  |           |             |
|  | Marcatori | 50’ Roßbach |

| Arbitro: | Zorn |

|              |           |            |
| Almpanis 61’ | Marcatori | 54’ Treske |

| Arbitro: | Kempter |

|           |           |  |
| Reith 69’ | Marcatori |  |

| Arbitro: | Wiatrek |

|                                    |           |           |
| Reinhardt 30’ (rig.) Bellanave 85’ | Marcatori | 12’ Lovré |

| Arbitro: | Schmitt |

|           |           |                                             |
| Kiral 21’ | Marcatori | 43’ Jullien 49’ Laprévotte 67’ (aut.) Reith |

| Arbitro: | Klein |

|                        |           |          |
| Mayer 28’ Kullmann 48’ | Marcatori | 85’ Sohm |

| Arbitro: | Münch |

|                         |           |  |
| Ludmann 70’ Trkulja 81’ | Marcatori |  |

| Arbitro: | Gerach |

|                      |           |          |
| Comvalius 59’ (rig.) | Marcatori | 76’ Sohm |

| Arbitro: | Jöllenbeck |

|           |           |                                             |
| Kiral 73’ | Marcatori | 37’ (rig.) Pokar 51’, 86’ Jacob 83’ Dadaşov |

| Arbitro: | Kühlmeyer |

|  |           |                             |
|  | Marcatori | 76’ Reith 84’ (rig.) Treske |

| Ulma 2 maggio 2014, ore 19:00 CEST 31ª giornata | Ulma         | 0 – 0 referto | Coblenza | Donaustadion (1 014 spett.)\| Arbitro: \| Weickenmeier \| |
| Arbitro:                                        | Weickenmeier |               |          |                                                           |

| Arbitro: | Meisberger |

|  |           |                |
|  | Marcatori | 65’, 78’ Kiral |

| Arbitro: | Zorn |

|           |           |                                           |
| Kiral 44’ | Marcatori | 13’ Thermann 31’, 48’ Röser 58’ Krempicki |

| Arbitro: | Kempkes |

|                  |           |  |
| Schrader 8’, 34’ | Marcatori |  |

## Statistiche

### Statistiche di squadra
| Competizione          | Punti | In casa | In casa | In casa | In casa | In casa | In casa | In trasferta | In trasferta | In trasferta | In trasferta | In trasferta | In trasferta | Totale | Totale | Totale | Totale | Totale | Totale | DR  |
| Competizione          | Punti | G       | V       | N       | P       | Gf      | Gs      | G            | V            | N            | P            | Gf           | Gs           | G      | V      | N      | P      | Gf     | Gs     | DR  |
| --------------------- | ----- | ------- | ------- | ------- | ------- | ------- | ------- | ------------ | ------------ | ------------ | ------------ | ------------ | ------------ | ------ | ------ | ------ | ------ | ------ | ------ | --- |
| Regionalliga sudovest | 32    | 17      | 5       | 5       | 7       | 20      | 23      | 17           | 3            | 3            | 11           | 19           | 33           | 34     | 8      | 8      | 18     | 39     | 56     | -17 |
| Totale                | 32    | 17      | 5       | 5       | 7       | 20      | 23      | 17           | 3            | 3            | 11           | 19           | 33           | 34     | 8      | 8      | 18     | 39     | 56     | -17 |

### Andamento in campionato
| Giornata  | 1  | 2  | 3  | 4  | 5  | 6  | 7  | 8  | 9  | 10 | 11 | 12 | 13 | 14 | 15 | 16 | 17 | 18 | 19 | 20 | 21 | 22 | 23 | 24 | 25 | 26 | 27 | 28 | 29 | 30 | 31 | 32 | 33 | 34 |
| --------- | -- | -- | -- | -- | -- | -- | -- | -- | -- | -- | -- | -- | -- | -- | -- | -- | -- | -- | -- | -- | -- | -- | -- | -- | -- | -- | -- | -- | -- | -- | -- | -- | -- | -- |
| Luogo     | T  | C  | C  | T  | C  | T  | C  | T  | C  | T  | C  | T  | C  | T  | C  | T  | C  | T  | C  | T  | C  | T  | C  | T  | C  | T  | C  | T  | C  | T  | C  | T  | C  | T  |
| Risultato | P  | P  | P  | P  | V  | P  | N  | N  | N  | P  | P  | P  | N  | P  | V  | P  | V  | V  | N  | P  | P  | N  | V  | P  | P  | P  | V  | N  | P  | V  | N  | V  | P  | P  |
| Posizione | 16 | 15 | 16 | 17 | 16 | 16 | 15 | 16 | 15 | 16 | 16 | 17 | 18 | 18 | 16 | 16 | 15 | 15 | 15 | 15 | 15 | 15 | 15 | 15 | 15 | 15 | 15 | 15 | 15 | 15 | 16 | 15 | 15 | 15 |

Legenda:

Luogo: C = Casa; T = Trasferta. Risultato: V = Vittoria; N = Pareggio; P = Sconfitta.

### Statistiche dei giocatori
| M. Bachl-Staudinger | 28 | 0  | 5  | 0 |
| H. Betz             | 20 | 0  | 2  | 0 |
| D. Braig            | 10 | 0  | 0  | 0 |
| M. Evens            | 0  | 0  | 0  | 0 |
| R. Fernández        | 14 | 0  | 0  | 0 |
| L. Gavric           | 28 | 0  | 7  | 0 |
| J. Gebauer          | 0  | 0  | 0  | 0 |
| M. Gebert           | 30 | 1  | 2  | 0 |
| F. Herbst           | 1  | 0  | 0  | 0 |
| S. Hess             | 28 | 0  | 3  | 0 |
| D. Jäger            | 7  | 0  | 1  | 0 |
| U. Kiral            | 28 | 7  | 3  | 0 |
| O. Kuengienda       | 15 | 2  | 1  | 0 |
| K. Lahyani          | 24 | 1  | 6  | 2 |
| G. Lovré            | 14 | 1  | 2  | 0 |
| J. Ludmann          | 34 | 1  | 3  | 0 |
| N. Nissl            | 0  | 0  | 0  | 0 |
| Z. Olow             | 13 | 0  | 1  | 1 |
| J. Reichert         | 32 | 2  | 4  | 1 |
| D. Reith            | 32 | 2  | 10 | 0 |
| R. Rodríguez        | 24 | 2  | 5  | 0 |
| V. Scholz           | 0  | 0  | 0  | 0 |
| P. Sohm             | 33 | 6  | 3  | 0 |
| F. Treske           | 33 | 13 | 6  | 0 |
| N. Trkulja          | 25 | 1  | 4  | 1 |
| M. Turkalj          | 2  | 0  | 0  | 0 |
| M. Wardi            | 0  | 0  | 0  | 0 |
| S. Özkaya           | 0  | 0  | 0  | 0 |